# Halecium antarcticum
Halecium antarcticum är en nässeldjursart som beskrevs av Ernst Vanhöffen 1910. Halecium antarcticum ingår i släktet Halecium och familjen Haleciidae.
Artens utbredningsområde är Södra Ishavet. Inga underarter finns listade i Catalogue of Life.